# فيجايا لاكشمي بانديت
فيجايا لاكشمي بانديت (18 أغسطس 1900 - 1 ديسمبر 1990) كانت دبلوماسية هندية وسياسية، أخت جواهر لال نهرو، عمة انديرا غاندي وعمة أم راجيف غاندي (ابن أنديرا)، وكل واحد منهم شغل منصب رئيس الوزراء الهند.
تولت عام 1953 رئاسة الجمعية العامة للأمم المتحدة.

## روابط خارجية
- فيجايا لاكشمي بانديت على موقع الموسوعة البريطانية (الإنجليزية)
- فيجايا لاكشمي بانديت على موقع مونزينجر (الألمانية)
- A film clip "Longines Chronoscope with Mme. Vijaya Lakshmi Pandit" is available for free download at the أرشيف الإنترنت